# Midori Matsushima
Midori Matsushima (松島 みどり?, Matsushima Midori; Toyonaka, 15 luglio 1956) è una politica giapponese, ex Ministro della Giustizia del Giappone.

## Biografia
Subito dopo essersi laureata, Midori Matsushima ha lavorato come giornalista presso il giornale Asahi Shimbun tra il 1980 ed il 1995. È stata eletta per la prima volta al Parlamento giapponese nel 2000, dopo un primo insuccesso nel 1995.
È divenuta celebre in Giappone per le sue posizioni a favore della pena di morte; inoltre ha fatto affermazioni che hanno suscitato grande scalpore, come quando nel 2005 ha affermato che dare pasti che non contenessero carne di maiale ai detenuti islamici delle prigioni giapponesi era una forma inversa di discriminazione e, quindi, chiedeva che venisse abrogata. Ugualmente note le sue posizioni contro i colpevoli di reati sessuali; secondo Matsushima questi avrebbero dovuto essere "allontanati" dalla società civile anche dopo aver scontato la loro pena, fino a che non si fosse completamente sicuri della loro riabilitazione, ad esempio usando la macchina della verità. 
Il 3 settembre 2014 Midori Matsushima è stata nominata Ministro della Giustizia nel governo di Shinzō Abe, ma il 20 ottobre successivo ha dato le dimissioni per le accuse di irregolarità nella distribuzione di ventagli di carta al suo elettorato per un valore complessivo di circa 12.000 euro, che riportavano il suo nome e le sue attività politiche.